# 1893 год в музыке

## События
- 9 февраля — премьера оперы «Фальстаф» Джузеппе Верди в Ла Скала, Милан
- 14 августа — старейшее в Америке музыкальное сообщество Стаутон выступает на Всемирной выставке в Чикаго[1]
- 29 декабря — премьера струнного квартета Клода Дебюсси в Париже

## Классическая музыка
- Пётр Чайковский — Концерт для фортепиано с оркестром № 3; Симфония № 6 «Патетическая»
- Антонин Дворжак — Симфония № 9; Струнный квартет № 12
- Сергей Рахманинов — симфоническая поэма «Утёс»
- Эдвард Герман — Симфония ля-минор
- Юхан Хальворсен — «Марш бояр»
- Ян Сибелиус — сюита «Карелия»
- Йозеф Сук — квинтет для фортепиано и струнных соль-мажор

## Опера
- Гренвилл Банток — «Caedmar»
- Юлиус Бекгор — «Frode»
- Джузеппе Верди — «Фальстаф»
- Исидор де Лара — «Эми Робсарт»
- Эмиль Пессар — «Рождественская ночь».
- Джакомо Пуччини — «Манон Леско»
- Артур Салливан — «Утопия с ограниченной ответственностью»
- Энгельберт Хумпердинк — «Гансель и Гретель»

## Родились
- 5 января — Элизабет Коттен (ум. 1987) — американская блюзовая и фолк-гитаристка
- 18 января — Оскар Строк (ум. 1975) — латвийский, российский и советский композитор
- 10 февраля — Джимми Дуранте (ум. 1980) — американский певец, пианист, комик и актёр
- 15 февраля — Уолтер Дональдсон (ум. 1947) — американский автор песен
- 21 февраля — Андрес Сеговия (ум. 1987) — испанский гитарист
- 2 апреля — Сергей Протопопов (ум. 1954) — русский и советский теоретик музыки, композитор, хоровой дирижёр и педагог
- 16 апреля — Федерико Момпоу (ум. 1987) — испанский композитор и пианист
- 21 июня — Алоис Хаба (ум. 1973) — чешский композитор и теоретик музыки
- 28 июня — Лучано Галлет[порт.] (ум. 1931) — бразильский композитор, пианист и дирижёр
- 3 июля — Миссисипи Джон Хёрт (ум. 1966) — американский блюзовый певец и гитарист
- 28 июля — Руд Ланггор (ум. 1952) — датский композитор и органист
- 22 августа — Дороти Паркер (ум. 1967) — американская писательница, поэтесса и автор песен
- 13 сентября — Ларри Шилдс[англ.] (ум. 1953) — американский джазовый кларнетист
- 1 октября — Клифф Френд[англ.] (ум. 1974) — американский автор песен и пианист
- 6 октября — Милтон Эйгер[англ.] (ум. 1979) — американский композитор и пианист
- 8 октября — Кларенс Уильямс[англ.] (ум. 1965) — американский джазовый пианист, композитор, певец, продюсер и издатель
- 2 декабря — Лео Орнштейн (ум. 2002) ― американский композитор, пианист и музыкальный педагог русского происхождения
- 10 декабря — Лью Браун (ум. 1958) — американский поэт-песенник
- 24 декабря — Гарри Уоррен (ум. 1981) — американский автор песен и пианист

## Скончались

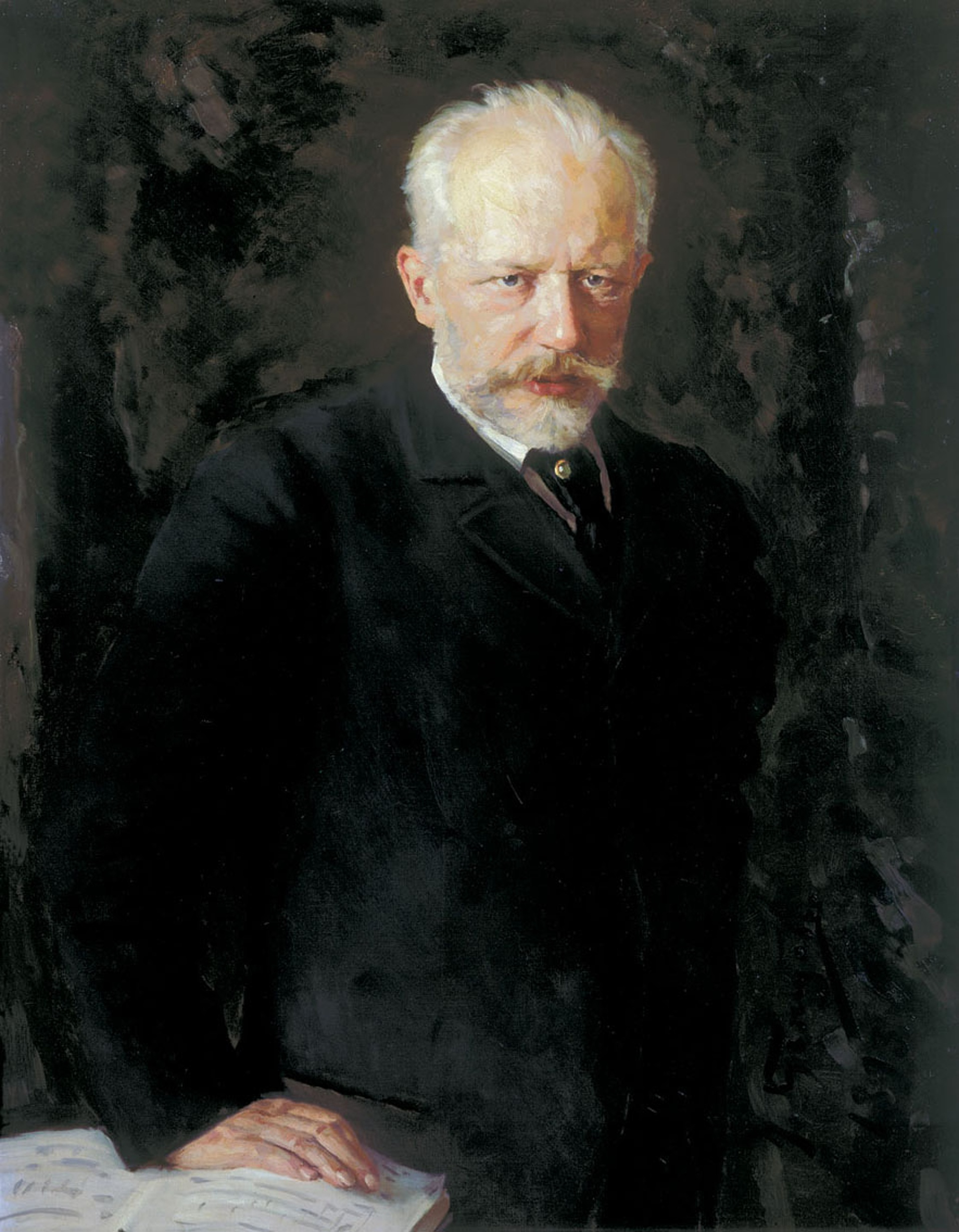
Пётр Чайковский

- 19 января — Юлиус Эйхберг[англ.] (68) — немецкий и американский композитор
- 25 мая — Иоганн Руфинача[нем.] (80) — австрийский композитор и музыкальный педагог
- 15 июня — Ференц Эркель (82) — австро-венгерский композитор, пианист, дирижёр и музыкальный педагог
- 26 июня — Карл Альбрехт (56) — немецкий и русский виолончелист, хоровой дирижёр, композитор и музыкальный педагог
- 16 июля — Антонио Гисланцони (68) — итальянский прозаик, журналист и либреттист
- 5 августа — Джеймс Лорд Пирпонт (71) — американский композитор и поэт-песенник, автор песни Jingle Bells
- 7 августа — Альфредо Каталани (39) — итальянский композитор
- 31 августа — Уильям Джордж Казинс (59) — британский композитор, дирижёр и пианист
- 13 сентября — Карл Людвиг Герлах (61) — датский композитор и оперный певец (баритон)
- 16 октября — Карло Педротти (76) — итальянский композитор и дирижёр
- 18 октября — Шарль Франсуа Гуно (75) — французский композитор, музыкальный критик и писатель-мемуарист
- 6 ноября — Пётр Чайковский (53) — русский композитор, педагог, дирижёр и музыкальный критик